# قطعنامه ۱۸۴۴ شورای امنیت
قطعنامه ۱۸۴۴ شورای امنیت سازمان ملل متحد که در تاریخ ۲۰ نوامبر ۲۰۰۸ تصویب شد، سندی بین‌المللی دربارهٔ بررسی وضعیت در سومالی است. این قطعنامه طی نشست ۶۰۱۹ام با ۱۵ رای موافق، ۰ مخالف و ۰ ممتنع تصویب شد.